# Bahnhof Völklingen
Der Bahnhof Völklingen ist ein wichtiger Bahnhof im Stadtgebiet der saarländischen Mittelstadt Völklingen. Er wird heute nur noch von Personenzügen im Nahverkehr auf der Saarstrecke zwischen Trier und Saarbrücken angefahren.

## Geographische Lage
Der Bahnhof befindet sich südwestlich der Innenstadt Völklingens an der Südtangente. Westlich befindet sich das Weltkulturerbe Völklinger Hütte, dessen Gleisanschlüsse von den Bahnanlagen der Saarstrecke bedient wurden.

## Geschichte
Der Bahnhof wurde im Zuge des Baus der Saarstrecke am 16. Dezember 1858 eröffnet. 1860 wurde das erste Empfangsgebäude errichtet, das sich östlich des heutigen Gebäudes befand. Im Deutsch-Französischen Krieg war der Bahnhof Ziel französischen Artillerie-Feuers, das den Bahnbetrieb unterbrechen sollte. 1872 wurde eine Stichstrecke zur Grube Viktoria in Püttlingen erbaut, die östlich des Bahnhofs aus der Saarstrecke ausfädelte.
Die Bahnstrecke Völklingen–Thionville wurde 1880 in Betrieb genommen. 1893 wurde das zu klein gewordene Bahnhofsgebäude durch den heutigen Alten Bahnhof ersetzt. Die Bahn nach Püttlingen wurde 1911 bis Lebach verlängert (Bahnstrecke Lebach–Völklingen). Diese Strecke wurde 1985 eingestellt, heute wird der Abschnitt bei Völklingen als Radweg genutzt. Zur Blütezeit der nahegelegenen Völklinger Hütte diente der Bahnhof als wichtiger Verkehrsknoten für Hüttenarbeiter und Rohstoffe.
Ab Mitte der 1960er Jahre wurde die Saarstrecke elektrifiziert. Der Neubau eines Empfangsgebäudes wurde 1992 unmittelbar neben dem bestehenden eingeweiht, nachdem bereits seit 1975 über einen Neubau diskutiert worden war. Der Alte Bahnhof wurde unter Denkmalschutz gestellt. Bis 2002 wurde Völklingen von Interregio-Zügen angefahren, seitdem wird er nur noch von Zügen des Regionalverkehrs bedient.
Von 1909 bis 1959 verkehrte die Straßenbahn Völklingen zum Bahnhof.

## Infrastruktur

### Gleisanlagen

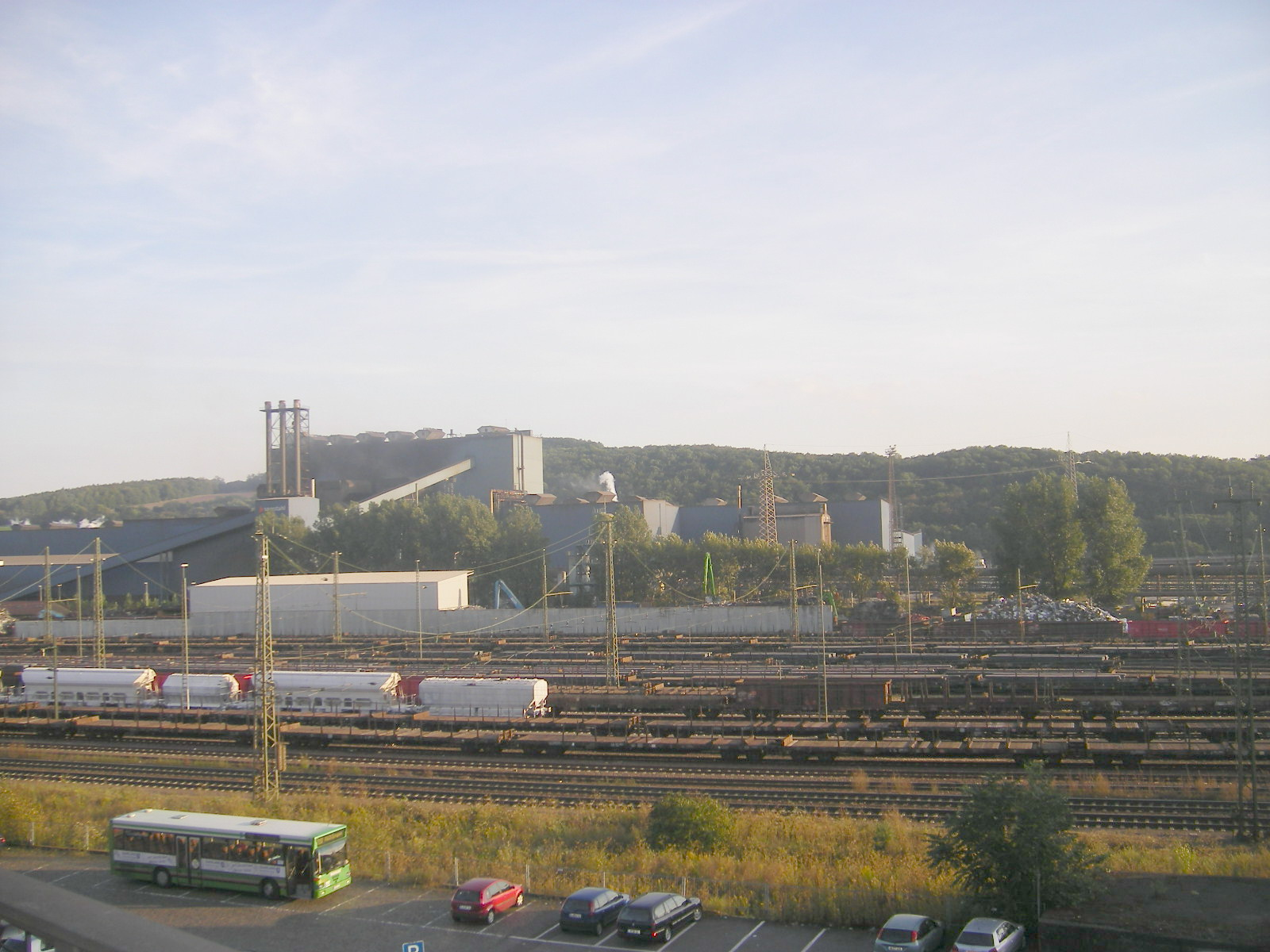
Gleisanlagen in Völklingen

Der Bahnhof besaß fünf Bahnsteiggleise, wovon die Gleise 4 und 5 am äußersten Mittelbahnsteig heute als Abstellgleise dienen und keinen Zugang mehr haben, und einige Gütergleise, auf dem Züge vom Stahlwerk Völklingen abgefertigt werden. Ein barrierefreier Zugang existiert an den verbliebenen beiden Bahnsteigen der Gleise 1 bis 3.
Völklingen hat ein Spurplan-Drucktastenstellwerk, das 1964 in Betrieb genommen wurde. Die Betriebsstellen in Luisenthal, Bous und Ensdorf werden dadurch ferngesteuert.

### Denkmal Alter Bahnhof

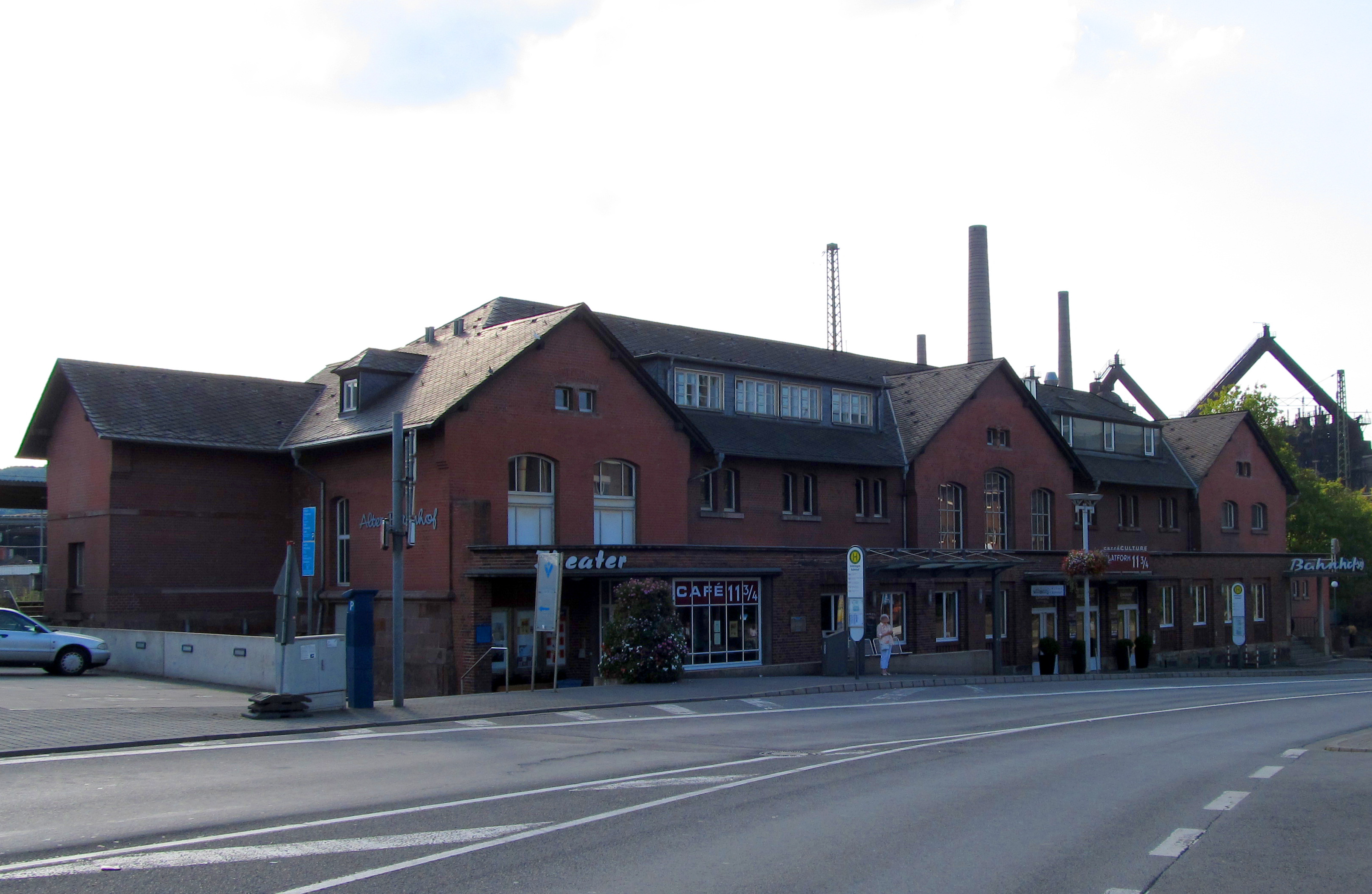
Alter Bahnhof

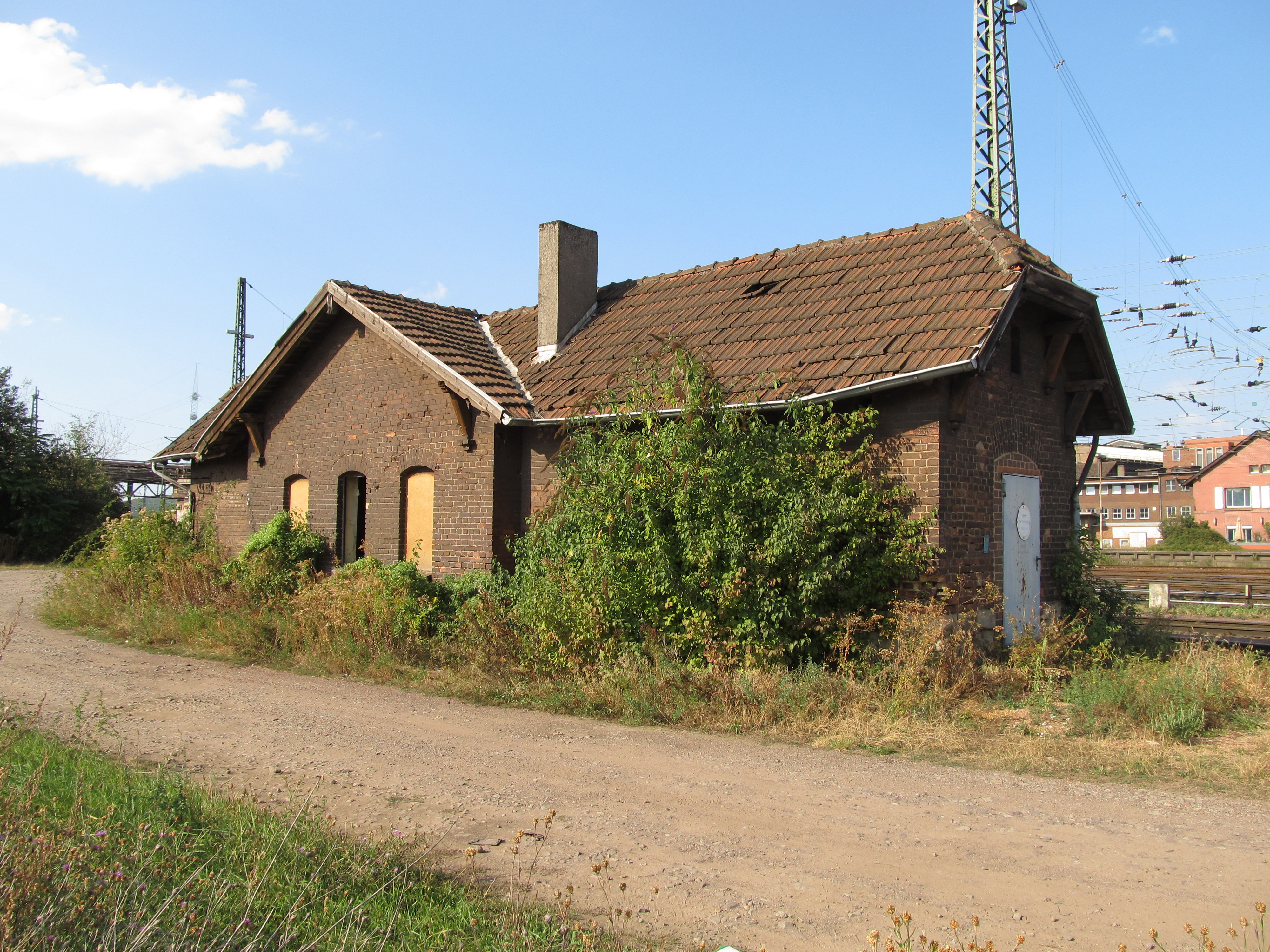
Gebäude des Güterbahnhofs

Das 1893–94 erbaute Empfangsgebäude Alter Bahnhof steht mit Ausstattung und Fußgängertunnel unter den Gleisanlagen samt einem Vorbau von 1950/60 unter Denkmalschutz. Das dreigliedrige Gebäude wurde aus Ziegelsichtmauerwerk auf großformatigem Sandsteinsockeln errichtet. 1997 erwarb die Landesentwicklungsgesellschaft Saarland (LEG Saar) das 1600 Quadratmeter große Bahnhofsgebäude und modernisierte es für 2,9 Millionen Euro, die teilweise durch das Land, die Bundesrepublik Deutschland und die Europäische Union getragen wurden. Es soll mit einer Multimedia-Show als „Eingangstor“ zum Weltkulturerbe der Völklinger Hütte dienen. Das Deckengebälk und die 1893 angebrachten Wandmedaillons mit territorialen Wappen wurden restauriert. Seit 1998 ist ein Theater- und Kinosaal, die Tourist-Information der Stadt Völklingen und ein Restaurant eingerichtet, seit 2002 zusätzlich ein EDV-Bildungszentrum der Volkshochschule Völklingen.

### Güterbahnhof
Der Personenbahnhof liegt in der Mitte umfangreicher Gleisanlagen, die für den Güterverkehr der benachbarten Eisen- und Stahlwerke dienten. 1970 war Völklingen Zielpunkt des damals schwersten Güterzuges der Deutschen Bundesbahn. Südwestlich der Gleisanlagen befindet sich ein Gebäude des Güterbahnhofs mit Krüppelwalm und beidseitig übergiebelten Seitenrisaliten. Die um 1900 erbaute Wagenmeisterei des Bahnhofs Völklingen ist Teil des denkmalgeschützten Ensembles Völklinger Hütte im Bereich Roheisenerzeugung.

## Betrieb
Der Bahnhof der Preisklasse 3 liegt im Saarländischen Verkehrsverbund (SaarVV) in der Großwabe 191, die das gesamte Stadtgebiet Völklingens abdeckt. Die nächsten wichtigeren Bahnhöfe sind in Saarbrücken, Saarlouis und Dillingen. Der Bahnhof wird mittlerweile nur noch von Regionalzügen angefahren.
| Linie                    | Linienbezeichnung                    | Linienverlauf | Takt                                                                   |
| ------------------------ | ------------------------------------ | --- | ---------------------------------------------------------------------- |
| RE 1                     | Südwest-Express (SÜWEX)              | Koblenz – Cochem – Wittlich – Trier – Saarburg – Merzig (Saar) – Dillingen (Saar) – Saarlouis – Völklingen – Saarbrücken – St. Ingbert – Homburg (Saar) – Landstuhl – Kaiserslautern – Neustadt (Weinstr) – Mannheim | 60 min (Koblenz – Kaiserslautern), 120 min (Kaiserslautern – Mannheim) |
| RB 70                    | Saartal-Bahn, Pfälzische Ludwigsbahn | Merzig (Saar) – Dillingen (Saar) – Saarlouis – Völklingen – Saarbrücken – St. Ingbert – Homburg (Saar) – Landstuhl – Kaiserslautern                                                                                  | 60 min                                                                 |
| RB 71                    | Saartal-Bahn, Pfälzische Ludwigsbahn | Trier – Saarburg – Merzig (Saar) – Dillingen (Saar) – Saarlouis – Völklingen – Saarbrücken – St. Ingbert – Homburg (Saar)                                                                                            | 60 min                                                                 |
| Stand: 15. Dezember 2024 |                                      | |                                                                        |

Die Linien RB70 und RB71 ergänzen sich zwischen Merzig und Homburg zu einem 30-Minuten-Takt. Zudem wird zwischen Saarbrücken und Völklingen der Betrieb durch die Buslinie 110 montags bis freitags alle 30 Minuten, samstags alle 60 Minuten ergänzt.

### Anschluss ans Bussystem
Vor dem Bahnhof befindet sich ein Busbahnhof mit Busverbindungen in alle Stadtteile Völklingens, nach Frankreich sowie nach Lebach, Püttlingen, Großrosseln, Riegelsberg, Heusweiler, Wadgassen und Überherrn. Allerdings ist der Busbetrieb in der Regel auf die Haupt- und Nebenverkehrszeit an Werktagen beschränkt. Sonn- und feiertags findet in vielen Stadtteilen kaum bis gar kein Busbetrieb statt.

### Früherer Verkehr
Bis einschließlich Fahrplanjahr 2014/15 war der Schienenpersonenverkehr im Südwesten grundlegend anders organisiert als heute.
Im Regional-Express-Betrieb wurden die Linien RE 1 (Saarbrücken – Trier – Koblenz), RE 11 (Koblenz – Trier (– Saarbrücken)) und RE 60 ((Trier –) Saarbrücken – Kaiserslautern – Mannheim) gefahren; im Regionalbahn-Betrieb fuhr man die Linie RB 71 alle 60 Minuten zwischen Trier und Homburg, auf der Stammstrecke Dillingen – St. Ingbert sogar alle 30 Minuten.
Mit Einführung der nächsten Stufe des Rheinland-Pfalz-Taktes 2015 wurde eine Verbesserung des Angebotes erreicht.
Der RE-Betrieb im ganzen Südwesten wird mit modernen Stadler Flirt-Triebwagen unter der Marke SÜWEX betrieben, dessen Linie RE 1 seither die ehemaligen Linien RE 1, RE 11 und RE 60 in sich vereinigt und ohne Umstiege eine Verbindung von Koblenz über Saarbrücken nach Mannheim ermöglicht.
Die Regionalbahnen auf der Saartalbahn wurden an die S-Bahn RheinNeckar angebunden. Die Linie RB 71 führt wie gehabt alle 60 Minuten von Trier nach Homburg (dort Anschluss an die Linie S1 Richtung Osterburken). Zwischen Merzig und Kaiserslautern verkehrt die Linie RB 70 ebenfalls stündlich (dort Anschluss an die Linie S2 nach Mosbach).